# Światowe Forum Nauki
World Science Forum (WSF) to seria międzynarodowych konferencji poświęconych globalnej polityce naukowej. Forum było organizowane od 2003 roku co dwa lata w Budapeszcie na Węgrzech.
Geneza WSF sięga pierwszej Światowej Konferencji Nauki (World Conference on Science), która została zorganizowana przez organizacje takie jak UNESCO i ICSU w Budapeszcie w 1999 roku. Po raz pierwszy WSF zorganizowano w 2003 r., drugi – w 2005 r., a trzeci – w 2007 r. Czwarty WSF odbył się w 5-7 listopada 2009 r. również w Budapeszcie  i skupił się na temacie „Wiedza i przyszłość”. W dniach 17-19 listopada 2011 r. w Budapeszcie odbyło się piąte WSF a jego tematem był "Zmieniający się krajobraz nauki". Podczas szóstego WSF w Rio de Janeiro w 2013 r. dyskutowano o odpowiedzialności naukowców i decydentów w zakresie wykorzystania "Nauki na rzecz zrównoważonego rozwoju globalnego". W 2015 roku WSF powróciło do Budapesztu z głównym tematem "Potęga nauki", aby omówić, w jaki sposób nauka przyczynia się do otwierania nowych ścieżek poprawy życia ludzkiego, innowacji biznesowych i kształtowania polityki. Ósme WSF odbyło się Jordanii w 2017 roku.
Celem Światowego Forum Nauki jest stanie się „Davos nauki” i osiągnięcie takiego samego globalnego strategicznego wpływu na naukę i politykę naukową, jaki ma Światowe Forum Ekonomiczne w dziedzinie globalnej polityki gospodarczej.

## Geneza forum
Pod koniec XX wieku nauka i wiedza stały się istotną częścią codziennego życia. Wiedza naukowa stanowi nie tylko wynik wrodzonej ludzkości ciekawości lub odkryć naukowych, lecz również potężny środek zrozumienia natury ludzkiej, społeczeństwa i środowiska. Postęp w nauce stanowi główny czynnik rozwoju społeczno-gospodarczego społeczeństwa, globalnego dobrobytu ludzkości, stosunku człowieka do przyrody i jakości życia.
W minionych stuleciach dominującą rolą nauki było poznawanie nowej wiedzy w celu zaspokojenia ciekawości ludzkiego umysłu. W ostatnich stuleciach rola nauki uległa zmianom, ponieważ dociekania naukowe w coraz większym stopniu stają się motorem rozwoju społeczeństwa. Pod koniec XX wieku nauka przyjęła szereg nowych funkcji, które mogą – i powinny – w decydujący sposób przyczyniać się do poprawy codziennego życia w XXI wieku.
Mimo spektakularnego rozwoju i nowych możliwości nauka XXI wieku stoi w obliczu niepewności, niewidzialnych dylematów i nowych pytań. Problemy te można rozwiązać tylko wtedy, gdy zasadnicze podejście i użytkownicy wiedzy będą w stanie osiągnąć porozumienie w zakresie nowej roli wiedzy i nauki w globalnym społeczeństwie XXI wieku.
Kwestie te były omawiane na Światowej Konferencji Naukowej od 26 czerwca do 1 lipca 1999 r. w Budapeszcie na Węgrzech. Konferencja została zorganizowana przez UNESCO i Międzynarodową Radę Nauki (ICSU), z udziałem ponad 2000 delegatów ze 186 krajów.
W następstwie Światowej Konferencji Naukowej Węgierska Akademia Nauk (Hungarian Academy of Sciences – HAS), we współpracy z UNESCO i ICSU, zainicjowała wyjątkową serię spotkań dla przeprowadzenia bardzo potrzebnej autentycznej debaty oraz – miejmy nadzieję – trwałej interakcji między społecznością naukową a społeczeństwem. Trzech członków HAS odegrało kluczową rolę w ustanowieniu serii Światowego Forum Nauki: István Láng, organizator Światowej Konferencji Nauki w 1999 roku; Balázs Gulyás, dyrektor-założyciel serii WSF; oraz E. Sylvester Vizi, ówczesny prezes HAS. Obecnie Prezesem Światowego Forum Nauki jest prof. Tamas Freund, prezes Węgierskiej Akademii Nauk.

## Misja forum
- Zapewnienie głównym interesariuszom globalnego forum dialogu na temat nauki oraz jej roli i odpowiedzialności w XXI wieku.
- Lepsze zrozumienie i promowanie potrzeby nauki i doradztwa naukowego w procesie podejmowania decyzji politycznych i gospodarczych.
- Wymiana poglądów i pomysłów na temat sposobów komunikowania nauki i jej podstawowych wartości całemu społeczeństwu i różnym grupom interesariuszy.

## Organizatorzy forum
Główną instytucją organizującą WSF jest Węgierska Akademia Nauk, w ścisłym partnerstwie z UNESCO i ICSU. Czynnościami przygotowawczymi Forum kieruje Rada Zarządzająca, wspomagana przez Międzynarodowy Komitet Sterujący.

## Patroni
Patronami WSF są Prezydent Węgier, Dyrektor Generalny UNESCO, Prezydent ICSU oraz Przewodniczący Komisji Europejskiej. Obecnie są to Pál Schmitt, Irina Bokova, Yuan Tseh Lee i José Manuel Barroso.

## Międzynarodowy Komitet Sterujący
W skład Komitetu Sterującego WSF wchodzą światowej sławy naukowcy i politycy zajmujący się nauką. Jej przewodniczącym jest József Pálinkás, prezes Węgierskiej Akademii Nauk. Członkowie komitetu sterującego to Sir Brian Heap, przewodniczący Naukowego Komitetu Doradczego Akademii Europejskich (European Academies' Science Advisory Council – EASAC); Gretchen Kalonji, zastępca dyrektora generalnego ds. nauk przyrodniczych Organizacji Narodów Zjednoczonych do spraw Oświaty, Nauki i Kultury (UNESCO); Yuan-Tseh Lee, prezes Międzynarodowej Rady Nauki (ICSU), laureat Nagrody Nobla; Alan I. Leshner, dyrektor naczelny Amerykańskiego Stowarzyszenia na rzecz Rozwoju Nauki (American Association for the Advancement of Science – AAAS); Connie Nshemereirwe, współprzewodnicząca Global Young Academy ; Jacob Palis, prezes Brazylijskiej Akademii Nauk, prezes Akademii Nauk dla Krajów Rozwijających się (TWAS); Werner Arber, laureat Nagrody Nobla; Ahmed Zewail, dyrektor Centrum Biologii Fizycznej ds. Ultraszybkiej Nauki i Technologii, laureat Nagrody Nobla; Ichiro Kanazawa, prezes Rady Naukowej Japonii; Sir George Radda, przewodniczący Rady ds. Badań Biomedycznych; Lidia Brito, dyrektor, Wydział Polityki Naukowej i Zrównoważonego Rozwoju, Sektor Nauk Przyrodniczych, UNESCO; Deliang Chen, dyrektor wykonawczy, International Council for Science (ICSU); Vaughan Turekian, AAAS.

## Rada zarządzająca
Przewodniczącym Rady Zarządzającej WSF jest József Pálinkás, prezes Węgierskiej Akademii Nauk i prezes Światowego Forum Nauki. Dyrektorem wykonawczym WSF jest Balazs Gulyas, sekretarzami wykonawczymi są Gergely Böhm i Ádám Kégler.